# Gita Gutawa
Gita Gutawa, właśc. Aluna Sagita Gutawa (ur. 11 sierpnia 1993 w Dżakarcie) – indonezyjska sopranistka, aktorka, autorka tekstów.

## Dyskografia
- 2007: Gita Gutawa
- 2009: Harmoni Cinta
- 2010: Balada Shalawat
- 2014: The Next Chapter

## Filmografia
- Ajari Aku Cinta
- Ajari Lagi Aku Cinta
- Meraih Mimpi
- Love in Perth